# Robert Andrén
Robert Andrén är en svensk ämbetsman, tidigare generaldirektör för Energimyndigheten.
Andrén har en fil. lic. i biologi och genetik. Han har bland annat varit länsråd vid Länsstyrelsen i Värmland och haft chefspositioner vid Naturvårdsverket samt Jordbruksdepartementet, senare Landsbygdsdepartementet.
Han tillträdde i augusti 2015 som departementsråd och chef för energienheten vid Miljö- och energidepartementet, där han bland annat arbetat med genomförandet av 2016 års energiöverenskommelse.
Mellan 2018 och 2024 var Andrén generaldirektör för Energimyndigheten.